# Erysimum redowskii
Erysimum redowskii là một loài thực vật có hoa trong họ Cải. Loài này được Weinm. mô tả khoa học đầu tiên năm 1810.